# Chelonus longitarsumis
Chelonus longitarsumis är en stekelart som beskrevs av Chen och Ji 2003. Chelonus longitarsumis ingår i släktet Chelonus och familjen bracksteklar. Inga underarter finns listade i Catalogue of Life.